# Pauesia gwangleungensis
Pauesia gwangleungensis är en stekelart som beskrevs av Jaroslav Stary 2001. Pauesia gwangleungensis ingår i släktet Pauesia och familjen bracksteklar. Inga underarter finns listade i Catalogue of Life.